# Cuestión de Tarija
La cuestión de Tarija fue una serie de batallas y discusiones sobre la Provincia de Tarija, la villa de Tarija y territorios pertenecientes a su jurisdicción entre 1825 y 1826. Fueron objeto de una disputa por su posesión entre las Provincias Unidas del Río de la Plata (Después fue la Confederación Argentina y la República Argentina) y la entonces recién independizada República de Bolívar (Después fue República de Bolivia, Confederación Perú-Boliviana y nuevamente la República de Bolivia), en ese paso, ocurriendo hasta una guerra conocida como la Guerra de Tarija. El litigio se resolvió definitivamente el 10 de mayo de 1889 aunque luego tendría ligeros cambios que definirían los límites exactos que hay hoy en día.

## Antecedentes
Una real provisión del Virrey del Virreinato del Perú, Francisco Álvarez de Toledo, del 22 de enero de 1574, ordena al capitán Luis de Fuentes y Vargas, fundar la Villa de San Bernardo de Tarija el 4 de julio de ese año, cuyos dominios eran: 20 leguas casi limitando con el territorio del pueblo de los chichas y a las zonas de Nueva Chocaya y Tierra de Paz al oeste y noroeste; más de 30 leguas al este, norte y sud abarcando los pueblos chiriguanos de guancané, guacara y comechones, que estaban comprendidos en la parte septentrional y oriental del Chaco.
Se otorga escrito la siguiente jurisdicción:

“Y porque estoy informado que en vos, el dicho Luís de Fuentes, concurren las partes y calidades que se quieren para usar de dicho oficio de Capitán y Justicia Mayor de la dicha Villa de San Bernardo de Tarija y su jurisdicción que ha de ser de veinte leguas de jurisdicción hacia los indios Chichas y tierra de paz; y en lo que toca a jurisdicción que habéis de tener hacia los indios Chiriguanáes y pueblos de Guayacane y Guacaya y Comechenes se os ha de dar y dará la jurisdicción que convenga, porque ha de ser sin perjuicio de las demás poblaciones que se hicieren y por ahora os señalo treinta leguas por aquella parte hacia los indios Chiriguanáes por la limitación que se hiciere en la medida de las leguas,...”

Esta primitiva extensión es aumentada el año de 1614 debido a las Capitulaciones realizadas entre el heredero universal de Luis de Fuentes y Vargas y el virrey y marqués de Montes Claros. El amigo y heredero de Fuentes y Vargas, Juan Pórcel de Padilla se compromete, en los referidos documentos oficiales a “trabajar caminos hasta el Río de La Plata y el Paraguay y establecer seguro pasaje, trato y comercio con las provincias de estos nombres; y a fundar una población en las tierras que colindan con el dicho río Paraguay”.
Las referidas Capitulaciones son rubricadas en Lima, El virrey Juan de Mendoza y Luna, marqués de Montes Claros, el 1 de noviembre de 1614, incorpora el Chaco a Tarija y extiende su jurisdicción hasta la ribera del río Paraguay.
De esta manera Tarija, en el periodo comprendido entre 1618 y 1633, Tarija abre los caminos a Santa Cruz de la Sierra, y Salta, además de fundar "Ciudad de Las Vegas de la Nueva Granada" hoy Entre Ríos y establecer las primeras poblaciones tarijeñas en el Valle de Caraparí y en Caiza.
Una real cédula del 15 de septiembre de 1772, dispuso que el río Pilcomayo, que atraviesa el Chaco, hasta Asunción del Paraguay, se encontraba dentro del corregimiento de Tarija.
Desde 1776 el Corregimiento de Tarija formó parte del nuevo Virreinato del Río de la Plata.
El 1 de diciembre de 1780 el virrey Juan José de Vértiz y Salcedo creó el gobierno político de Tarija, separado del corregimiento:

A vos Don Joseph de Arze, vecino de la villa de San Bernardo de Tarija, salud: sabed que por un auto que proveí en veinte y uno del corriente, con parecer de mi Asesor General el Dr. D. Claudio Respigliosi, he resuelto encargaros y poner á vuestro cuidado el Gobierno Político de esa dicha villa, con inmediata subordinación á este Superior Gobierno, para que rijáis y gobernéis en ella y todo su  distrito, como lo han regido y gobernado y debido hacer los corregidores de ellas, por el tiempo de mi voluntad; (...) con inmediata subordinación á este Superior Gobierno, y sin dependencia alguna del corregidor de esa provincia (...)

En noviembre de 1782 Tarija se integró a la Intendencia de Potosí como corregimiento integrado en el Partido de Chichas.
El Partido de Tarija fue creado en 1785 separándolo del Partido de Chichas dentro de la intendencia de Potosí, con capital en la villa de San Bernardo de Tarija.
Desde un inicio de su fundación hasta después de ser un partido, Tarija fue únicamente dependiente de los gobiernos de la Audiencia de Charcas y del gobierno de Buenos Aires, pero también ocasiones se autogobernó, esto por estar mal gestionada por Potosí.

## Cambio e independencia de la jurisdicción

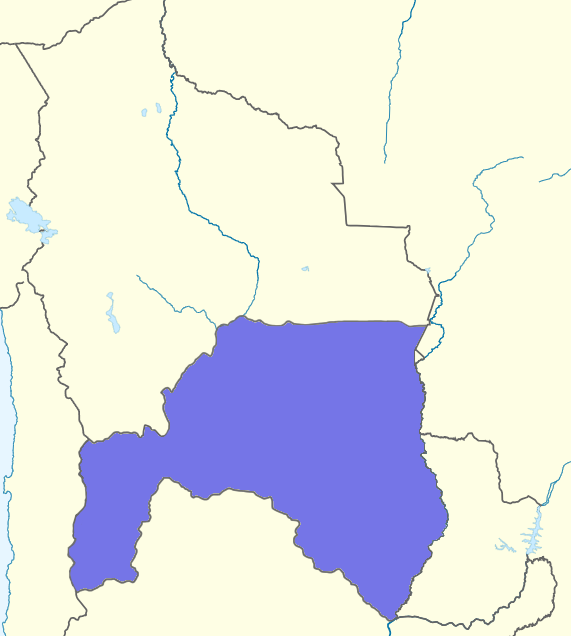
Límites de la Provincia de Tarija según autores argentinos.

Dos cédulas del rey Carlos IV de España del 17 de febrero de 1807 ordenaron segregar el partido de Tarija de la intendencia de Potosí y del arzobispado de Charcas e incorporarlos a la intendencia de Salta del Tucumán y al obispado de Salta:

El Rey — Gobernador-intendente de la Provincia de Potosí. —

Para el mayor bien y felicidad de mis vasallos de, Salta del Tucumán, he tenido á bien mandar, á consulta de mi Consejo de las Indias de diez y nueve de octubre del año de mil ochocientos cinco, se erija un nuevo Obispado, cuya capital sea la de aquella Provincia, asignando á la nueva diócesis, entre otros territorios, todo el partido de Tarija de esa Intendencia, cuyo partido he mandado se ponga bajo la jurisdicción del nuevo Obispo de Salta, y de su Intendencia, separándole de la de Potosí, como se previene respectivamente en cédula de esta fecha. Lo que os participó para que tengan entendido quedar sugeto dicho partido á la jurisdicción de la Intendencia de Salta, que hasta ahora ha pertenecido á la nuestra, haciendo por este medio más útiles los derechos de aquel Intendente, por su inmediación al Chaco y sus Reducciones. En consecuencia le facilitareis y remitiréis como muy particularmente os lo mando, los autos, documentos y papeles que existen en nuestro archivo respectivos al citado partido de Tarija así en lo gubernativo, como en lo contencioso, sin permitir se pongan embarazos, ó reparos que dificulten, ó dilaten la remisión de todos los que sean necesarios para su gobierno, contribuyendo vos por vuestra parte á que tenga el más cumplido efecto esta mi real resolución, por ser así mi voluntad.

Fecho en el Pardo, á diez y siete de febrero de mil ochocientos siete. — Yo el Rey — Por mandato del Rey nuestro señor — Silvestre Collar —

El 24 de marzo de 1808 el intendente de Potosí, Francisco de Paula Sanz, ordenó la entrega a la intendencia de Salta de todos los documentos que tuvieran relación con el partido de Tarija.
El virrey ordenó al cabildo de Tarija el cumplimiento de la real cédula el 27 de abril de 1808:

Por Real cédula de 17 de febrero del año próximo pasado, que en testimonio se me ha dirigido por el Gobierno Intendencia de Salta, y que consta comunicada á V. S. por el de Potosí, se previene la agregación de ese Partido al referido Gobierno Intendencia de Salta; y en su consecuencia, prevengo á V. S. proceda á su cumplimiento, reconociendo por Gefe de ese distrito al de la enunciada Provincia.—Dios etc.—abril 27 de 808.—Al Cabildo Justicia y Regimiento de la Villa de Tarija.

El 25 de julio de 1807 se convocó a un cabildo abierto donde los tarijeños se alzaron contra la administración de la Corona española, en el cabildo los tarijeños aceptaron rotundamente separarse de la intendencia de Potosí, pero de manera amotinados y violentos se negaron formar parte de la intendencia de Salta del Tucumán, esto fue porque cuando Tarija era integrante de Potosí, fue mal gestionada hasta llegar al olvido, de esta manera los tarijeños dedujeron que sería prácticamente lo mismo si fuese parte de Salta, y que tuviesen nuevamente a depender de la Audiencia de Charcas, el Gobernación de Buenos Aires o de la Gobernación del Paraguay, de ese modo el pueblo tarijeño proclamaron la libertad e independencia del territorio de Tarija contra el gobierno de Salta. Desde el 25 de julio de 1807 el extenso territorio de Tarija formado como un Estado o Gobernación independiente se gobernaba mediante el Cabildo, elegidos por el pueblo los miembros que lo integraban, estos organizaban la administración de la economía y las fuerzas militares.
Debido a los conflictos en España no solucionaron la cuestión sobre Tarija, y dejaron al territorio a disposición de sus autoridades. La correspondiente bula pontificia para la modificación de los límites de las diócesis, no pudo expedirse debido a que el papa Pío VII se hallaba prisionero de Napoleón Bonaparte, debido a esto Tarija al no tener una organización para un obispado, hizo caso a la sección del ámbito religioso, y se integró al obispado de Salta.
A través de una nota remitida el 25 de junio de 1810 el cabildo de Tarija fue uno de los primeros en aceptar la Revolución de Mayo. Integraban ese cabildo: Mariano Antonio de Echazú (presidente y alcalde de primer voto), José Antonio Reguerín (alcalde de segundo voto), José Antonio de Larrea (regidor y comandante de armas), Juan Díaz Chávez (regidor ejecutor), Juan de Dios Evia y Baca (regidor decano), Ambrosio Catoyra (regidor), Miguel Jerónimo de Tejerina (regidor) y Vicente de Ichaso (síndico procurador general), en ese mismo año el caudillo Ramón Rojas y su sobrino Manuel Patricio Rojas se sumaron a las fuerzas del Ejército del Norte en la lucha contra los realistas (partidarios de la continuidad de gobierno colonial español). 
Un cabildo abierto celebrado el 18 de agosto designó a José Julián Pérez de Echalar como representante de Tarija, quien se incorporó a la Junta Grande reunida en Buenos Aires.
El 23 de marzo de 1811 se eligió una junta subalterna, pero debido a un empate de votos, el Triunvirato eligió a Francisco José Gutiérrez del Dozal y a José Núñez y Pérez, quedando como presidente el comandante de armas Juan de Dios de Evia y Baca. 
A solicitud de aclaración del primer obispo de Salta, a quien el rey le había dirigido una Real Cédula de nombramiento indicándole el pase jurisdiccional de los partidos de Tarija y de Chichas a Salta, otra Cédula Real del 2 de marzo de 1811 expedida por el Consejo de Regencia, aclaró:

Que habiéndome dignado declarar la agregación al Obispado e Intendencia de Salta de todo el partido de Tarija, que antes pertenecía al Arzobispado de Chárcas, me sirva también declarar, para evitar dudas y dilaciones, que en medio partido de Tarija está comprehendido Chichas, porque así lo informó el Márquéz de Sobremonte, Gobernador entonces de Córdoba del Tucumán cuando me propuso la división del referido nuevo Obispado, y porque así se colije del artículo 1.° de la Real Ordenanza de Intendentes, como que fueron siempre reputados por uno mismo.

(...) entendiéndose que debe considerarse incluso en el territorio de este último, el Partido de Tarija con Chichas.

Dado que la aclaración del rey fue en 1811, Chichas quedó fuera del principio de uti possidetis de 1810 y no formó parte de la intendencia de Salta del Tucumán antes de la Revolución de Mayo que estalló en Buenos Aires, capital de virreinato del Río de la Plata. Por esa razón, ese territorio no fue reclamado por la delegación argentina. Sin embargo, varios autores argentinos sostuvieron la tesis de que la provincia de Tarija comprendía Chichas, entre ellos: Leguizamón y Mariano Zorreguieta (Apuntes históricos de Salta en la época del coloniage de 1872).
El 24 de mayo de 1811 el cabildo de Tarija suscribió un petitorio popular dirigido a la junta de Buenos Aires solicitando su autonomía respecto de Salta:

El pueblo de Tarija recorre con honor la historia de estos males, y deseando poner fin a ello, o remediarlos en la parte que esté a su alcance, pide que se le declare por la Excma. Junta Gubernativa, libre e independiente del Gobierno de Salta, cuyas funciones deberán recaer en este Cabildo, y Junta, bajo de los reglamentos y estatutos que tengan a bien dictar aquella Excma. Para que se miren por estos Magistrados con la mayor consideración unos objetos que tanto interesan al bien público.

Por decreto del 8 de octubre de 1814, el director supremo de las Provincias Unidas del Río de la Plata, Gervasio Antonio de Posadas, separó de la intendencia de Salta del Tucumán a la nueva Gobernación intendencia del Tucumán. El decreto establecía que la ciudad de Tarija pertenecía a la provincia de Salta:

Artículo 2. Las Ciudades de Salta, Jujuy, Oran, Tarija y Santa María, formarán desde hoy una Provincia del Estado, conservando la misma denominación de Provincia de Salta con que era conocida antes de ser desmembrada y teniendo por límites las jurisdicciones respectivas de los mismos pueblos que la integraron.

- Wikisource contiene obras originales de o sobre Cuestión de Tarija.

Liberado el rey del dominio francés, anuló todo lo hecho desde 1808, el 28 de diciembre de 1814:

Que los Virreyes circulen y manden publicar la real resolución de que se restablezca en todos los dominios de Indias el sistema gubernativo, económico y de administración de justicia que regía el día 1° de mayo de 1808.

## Guerra de la Independencia
Durante el transcurso de la Guerra de la Independencia Argentina el territorio o Republiqueta de Tarija debió hacer frente a seis ejércitos realistas. Las campañas militares llevadas a cabo tanto por los revolucionarios de las provincias "de abajo" como por las expediciones lanzadas por los españoles desde el Perú no consiguieron los resultados esperados. La primera invasión realista estuvo al mando del teniente coronel Barreda que en septiembre de 1811 recibió la sumisión del cabildo de Tarija y luego ocupó Tupiza; la segunda (Tarija había caído en manos patriotas el 18 de enero de 1812), de Pezuela en 1814; la tercera la comandó Pedro Antonio Olañeta el 5 de abril de 1816; la cuarta al mando de José Álvarez de La Serna e Hinojosa en noviembre de 1816; la quinta, nuevamente estuvo al mando de Olañeta y de Valdez en 1818 y la sexta, en 1819, estuvo al mando de Canterac.
El general realista La Serna llegó a Tarija a finales de noviembre de 1816, nombrando como comandante y gobernador de Tarija a Mateo Ramírez y subcomandante a Andrés Santa Cruz respectivamente.
Bajo ocupación realista el cabildo de Tarija no pudo enviar diputados al Congreso de Tucumán que proclamó la independencia de las Provincias Unidas del Río de la Plata. Para la vecina región de Chichas, el director supremo Gervasio Posadas reconoció a los exiliados coronel mayor Juan José Feliciano Alejo Fernández Campero y al cura párroco del pueblo chicheño de Livi-livi José Andrés Pacheco de Melo la elección realizada el 17 de octubre de 1815 en la villa de Tupiza. Solo Pacheco de Melo pudo integrarse al Congreso de Tucumán.
El 15 de abril de 1817 tras la Batalla de Tarija, las tropas independentistas al mando del Gral. Gregorio Aráoz de La Madrid y las fuerzas gauchas locales que estaban comandadas por el coronel Francisco Pérez de Uriondo (que era gobernador y fue nombrado teniente gobernador de Tarija), el capitán José María Avilés y el capitán Lorenzo Lugones entre otros que derrotaron al ejército realista (en las que revistaba Andrés de Santa Cruz hasta entonces), liberándose por tal combate al territorio de Tarija, pero el 11 de julio de 1817, el comandante español Mariano Ricafort retomó la ciudad.
Durante la Rebelión de Olañeta contra el virrey de la Serna, el primero salió de Potosí el 28 de junio de 1824 y se situó en Tarija para esperar el ataque del ejército del general Jerónimo Valdés, quien la ocupó el 26 de julio. Olañeta la recuperó el 5 de agosto y sus fuerzas se mantuvieron en ella hasta la muerte de Pedro Antonio Olañeta el 1 de abril de 1825 en la batalla del Tumusla. José María de Aguirre y Eustaquio Méndez liberaron Tarija tras una decisiva estrategia que desarmó a los últimos aproximadamente 18 realistas el 8 de marzo de 1825.
Previamente el general revolucionario Manuel Belgrano, quien tenía entre sus subordinados a los capitanes de la armada tarijeña, había donado una importante cantidad de dinero que había recibido como premio a sus victorias militares, para que se construyeran escuelas públicas en las ciudades de Tarija, Tucumán, Jujuy y Santiago del Estero.
El 6 de junio de 1825, Tarija proclamó en un documento público aprobado en Cabildo Abierto, su adhesión al Alto Perú y eligió a los diputados que debían representarla en la Asamblea Constituyente del Estado a formarse, conforme al Decreto del 9 de febrero de ese año, promulgado por el mariscal Antonio José de Sucre.

## Comienzo de la cuestión de Tarija
El Congreso General Constituyente en Buenos Aires despejó el camino a la independencia altoperuana, por decreto del 9 de mayo de 1825:

(...) aunque las cuatro provincias del Alto Perú han pertenecido siempre a este Estado, es la voluntad del congreso general constituyente, que ellas queden en plena libertad para disponer de su suerte, según crean convenir a sus intereses y a su felicidad.

- Wikisource contiene obras originales de o sobre Cuestión de Tarija.

El mariscal Antonio José de Sucre aprovechó el comunicado y envió al coronel Francis Burdett O'Connor Bowen, quien se hallaba en Tupiza al frente de la Legión Peruana. En mayo de 1825 O'Connor se dirigió a Tarija acompañado de un ayudante y de un sirviente. O'Connor desplazó al teniente de gobernador Felipe Echazú (nombrado por el gobernador de Salta, Juan Antonio Álvarez de Arenales) nombrando al coronel Bernardo Trigo Espejo como gobernador de la villa. Realizó estas acciones siguiendo las órdenes recibidas de Sucre, ya que Potosí reclamaba jurisdicción sobre el territorio:

El coronel Francisco Burdett O’Connor se impondrá de la presente solicitud, se dirigirá a Tarija y si halla mérito en ella, en uso de las facultades que se le tiene conferidas, mudará al gobernador nombrando otro en su lugar.

O'Connor permaneció tres días en Tarija, puso preso por un día a los Uriondos y todo aquel que cuestione el golpe de Estado, y licenció a 200 cazadores montados que habían pertenecido a las fuerzas de Olañeta. Luego regresó a Tupiza para participar de las celebraciones del 25 de mayo (en recuerdo de 1809).
Álvarez de Arenales reclamó con energía ante Sucre desde Chuquisaca el 20 de mayo por la ocupación de Tarija:

Desde mucho antes de nuestra gloriosa revolución, el territorio de Tarija, en virtud de disposiciones de la autoridad que entonces regia, fue parte integrante de la Provincia de Salta: en este concepto, durante la lucha por nuestra independencia, a que ha dicha Provincia ha hecho repetidos y muy considerables esfuerzos y sacrificios por defenderlo: en los últimos acontecimientos de la guerra, cuando pudo sacudir el yugo de la tiranía, pidió á Salta auxilios de armamento, pertrechos y algún dinero, que se le remitieron. Después, cuando estaba dispuesta á nombrar y destinar diputados electos con arreglo á las instituciones que rigen en la expresada Provincia, para que incorporados á la honorable junta que ejerce el Poder Legislativo, se completase la representación de todos los pueblos que la componen, una orden del coronel O'Conor prohibió la finalización del acto. Yo me preparaba á exigir de V. E. una reparación de esa medida con que el citado señor coronel contrariaba las generosas, sanas y pacíficas intenciones que V. E. me ha manifestado con respecto á las provincias y pueblos del Río de la Plata, y hoy estoy impuesto y cerciorado de que últimamente ha pasado á la villa de Tarija, y despojado al teniente-gobernador doctor don Felipe Echayú, y al procurador general, de la autoridad y representación que les dio el pueblo, ha constituido un nuevo gobierno y establecido una cija general de hacienda.

Como delegado del Gobierno Supremo de las Provincias Unidas y como Capitán general de Salta, me creó en el deber de decir á V. E. que en el enunciado territorio de Tarija con pleno conocimiento de lo que llevó indicado, y libre de toda coacción y fuerza, es que la masa general de aquella población, contrariando á algunos ignorantes ó mal intencionados innovadores, procedió al nombramiento de diputados que la representasen en la honorable junta de Salta. Es también seguramente en el mismo concepto, que cuando V. E. decretó la reunión de diputados del Alto Perú y designó los departamentos que debían nombrarlos, omitió á Tarija como perteneciente á una provincia que no entra en el número de las del Alto Perú, para aquel designio.

En consecuencia, me es indispensable rogar á V. E. se digne ordenar al señor coronel O'Conor, restablezca la autoridad y representación que halló constituidas en dicho territorio, y todo el régimen que tenia, sin innovación alguna, omitiendo en lo sucesivo todo acto de autoridad sobre un departamento que es de la Provincia de Salta, teniendo á bien instruirme para elevar al conocimiento de mi gobierno, de las razones, motivos y objetos que hubiesen impulsado las órdenes de que reclamo.

Sucre respondió desde Chuquisaca el 30 de mayo que: 

La provincia de Tanja ha sido sometida al Ejército Libertador, no como un país que pertenecía a Potosí, o Salta sino como un territorio que dominaban los españoles, y era preciso arrancar de sus manos. Después de libertada han ocurrido allí algunas novedades, á las cuales mi responsabilidad no podía hacerme indiferente: mandé en consecuencia que el coronel O'Conor, jefe de la columna del sur, fuese allí y lo arreglase todo; pero no conozco aún qué medidas ha tomado, hasta que V. E. me impone de ellas por su nota.

El señor presidente de Potosí me ha dirigido reclamos sobre Tanja, como perteneciente á aquel departamento: desde muy atrás, yo tuve dudas sobre esa provincia, y dejé de convocarla en la Asamblea General, para tomar mejores informes; porque no hay derecho para hacerla corresponder á Potosí por una resolución mia, si ella era de Salta en 1810: la pertenencia de Tarija en esa época de la revolución, debe servir de guía en el caso. Ahora el jefe que la mandaba se titulaba capitán general, y este motivo se añadía á mis dudas sobre la verdadera situación.

He prevenido al coronel O'Conor que prescinda de todo conocimiento en la provincia de Tarija (...)

El 3 de junio Álvarez de Arenales se dirigió por carta al Cabildo de Tarija comunicándoles que Sucre había ordenado a O'Connor que prescinda de todo conocimiento en la provincia de Tarija. Comunicándoles que el teniente de gobernador Vicente Echazú debía pasar a retomar el mando.
El 4 de junio Álvarez de Arenales contestó a Sucre:

(...) sirva de guía para saber á donde pertenece el territorio de Tarija, la dependencia que él reconocía el año de 1810; pues que viendo sin duda, que entonces y muy de antemano era parte integrante de la provincia de Salta, ninguna debe existir ya en lo que debe ser al presente; y para el caso que llegara (como no es de esperar) á cuestionarse esta materia tan sin disputa, arreglándose á dicho principio, creo que la resolución jamás podrá ser contraria á la Provincia de Salta.

Una reunión controlada por las tropas de O'Connor y Trigo, el 6 de junio de 1825, eligió a tres diputados (José Mariano Ruiloba, Baltasar de Arce y Joaquín de Tejerina), para que participaran de la asamblea convocada por Sucre para que las 4 provincias del Alto Perú decidieran su futuro, aunque este (Sucre) no había convocado a Tarija en su decreto del 9 de febrero de 1825 y no se les permitió incorporarse a esa asamblea. El decreto al referirse a Potosí convocaba "tres diputados por Potosí, Chayanta, Porco, Chichas y uno por Atacama y Lípez". 
El 16 de julio el cabildo bajo control de los partidarios de Bolivia firmó un acta que fue recibida el 13 de agosto por los diputados de la Asamblea en Chuquisaca, ciudad en donde se hallaba el gobernador de Salta, Álvarez de Arenales, manifestándose en el acta su "adhesión al Alto Perú". 
El 3 de agosto de 1825 nació la República de Altoperuana, el 6 de agosto se firmó y se reconoció como República, y el 13 de agosto se le dio el nombre de República de Bolívar, todo esto sin incluir a Tarija.
La Legislatura de Salta declaró el 13 de agosto:

Art. 1°: La Provincia de Salta no reconoce legal y bastante la resolución acordada por el Cabildo de Tarija y comunicada á este Gobierno en nota de 16 de julio último, por la que se separa de esta Provincia y se agrega á las del Alto Perú, aquel territorio.

Art. 2°: Si el expresado Cabildo pretendiese sostener este acto con el pronunciamiento de una asamblea popular, el Poder Ejecutivo de la Provincia, en virtud de sus atribuciones y por las medidas más eficaces al efecto, garantirá la libre y legal instalación de una Junta General de Representantes de aquel departamento que delibere sobre este negocio.

Art. 3°: En el caso de que por esta Asamblea resulte confirmada la resolución del Cabildo, ella deberá quedar en suspenso hasta la resolución del Congreso General de las Provincias Unidas, á quien se dará cuenta inmediatamente por el órgano del Poder Ejecutivo Nacional con los documentos correspondientes.

El 26 de agosto una reunión, controlado por Trigo, volvió a comunicar a la Asamblea Boliviana su voluntad de mantenerse como una parte del Alto Perú, previamente había llegado a la ciudad procedente de Chuquisaca el sargento Gabino Ibáñez con cartas dirigidas a Bernardo Trigo instándolos a promover un levantamiento.

## Restauración del gobierno salteño
El 27 de agosto de 1825 Tarija nombró representantes ante la Junta Provincial de Salta, que a su vez serían electores para los dos representantes ante el Congreso Constituyente, comunicándoselo el 29 de agosto al gobernador de Salta.

(...) por parte de esta Villa Capital de esta Provincia tres representantes electores, que fueron nombrados por el pueblo, según consta de la anterior acta, y lo son el Señor Cura y Vicario Foráneo D. D. José Mariano Ruyloba, el ciudadano regidor Bernardo Trigo y el ciudadano licenciado Mariano Antonio de Echasu: Por parte del partido y curato de San Lorenzo, el Señor Cura y Vicario de dicho beneficio Dr. D. José Francisco de los Reyes: Por parte del partido y curato del Valle de la Concepción el Teniente Coronel Comandante D. Diego Antonio de Arce: Por parte del partido y curato de Patcaya ha resultado igualmente nombrado el dicho licenciado Mariano Antonio de Echasu: Por parle del partido y vice-parroquia de Santa Ana, el ciudadano Francisco de Paula Araoz: Por el partido y vice-parroquia del Valle de San Luis, en la frontera de Salinas, el R. P. Prior J. Pedro Valverde: Por la Misión y Valle de Abajo de dicha frontera, el ciudadano Luis Castrillo: y por cuanto no haber concurrido los representantes electores de los partidos y curatos de Tomayapo y Tojo, se dispuso por la Junta Electoral, á fin de evitar algún motivo de nulidad, el nombrar, como efectivamente se eligieron y nombraron dos representantes electores suplentes, que lo fueron los regidores ciudadanos Sebastián Estensoro y Simón González de Villa, (...)

(...) han resultado nombrados y electos Diputados por pluralidad absoluta de votos el Señor Cura y vicario foráneo de esta villa D. D. José Mariano Ruyloba y el benemérito ciudadano Joaquín de Tejerina y Hurtado, el primero con seis votos y el segundo con ocho (...)

Álvarez de Arenales viajó desde Chuquisaca a Tarija, destituyó a Trigo y repuso como teniente de gobernador a Felipe Echazú. El 9 de septiembre ordenó el establecimiento de milicias en Tarija:

(...) el servicio interior del Pueblo, y exterior de su campaña para los casos que puedan ocurrir, y por último facilitar esta de un modo seguro y fácil, ha acordado crear, formar, y organizar los Escuadrones de Milicias (...) El segundo Escuadrón se compondrá desde el río de esta villa para adelante en todo el Partido de Tolomosa desde Tablada, y San Jacinto hasta los confines de la Caldera. Su Comandante Teniente Coronel Don Manuel de Leaplaza (...)

Dada la crudeza del invierno, O'Connor solicitó permiso para trasladar sus tropas de Tupiza a Tarija, lo cual fue consentido por Simón Bolívar, ordenándole que diera antes parte de ello a Álvarez de Arenales. Al acercarse O'Connor con la Legión Peruana, Álvarez de Arenales se retiró a Salta el 28 de septiembre, siendo repuesto Trigo en el gobierno de la villa al llegar O'Connor el 30 de septiembre.

## Restitución a la Argentina por Bolívar
Las Provincias Unidas del Río de la Plata enviaron una delegación conjunta encabezada por los ministros plenipotenciarios general Carlos María de Alvear y doctor José Miguel Díaz Vélez, actuando como secretario Domingo de Oro.
La misión Alvear-Díaz Vélez viajó a Potosí con el fin de felicitar a Simón Bolívar por su triunfo contra los realistas en la Batalla de Junín, gestionar una alianza contra la inminente guerra contra el Imperio del Brasil a causa de la ocupación de la Banda Oriental y darle a conocer la ley de 9 de mayo de 1825. Al pasar por Salta, el 20 de septiembre, tomaron conocimiento de lo ocurrido en Tarija por parte de tarijeños y del reclamo jurisdiccional del presidente de Potosí, Lorenzo de Usin, sobre esa villa. 
El 7 de octubre los delegados argentinos fueron recibidos en Potosí y el 25 de octubre presentaron formalmente sus reclamos por Tarija ante Bolívar:

(...) que se hallan con órdenes de su gobierno para reclamar á S. E. la devolución del territorio de Tarija, ocupado por una división del ejército unido libertador. Los que suscriben han manifestado ya á S. E. esto mismo antes de ahora, en las conferencias privadas que han tenido sobre la materia, y llenos de satisfacción por la conformidad de sentimientos de S. E. hacen ahora la proclamación formal y expresa en que ha convenido S. E. y que creen los que suscriben necesaria para evitar en lo sucesivo cualquier motivo de divergencia que pudiera ocurrir en un negocio terminado definitiva y solemnemente entre autoridades competentes (...)

La delegación entrevistó a Bolívar el 27 de octubre, este expuso las objeciones militares y políticas que Antonio José de Sucre le había relatado para conservar Tarija y Alvear expuso las dificultades en que caerían los nuevos estados si no se respetaban los límites previos a 1810. Bolívar terminó la conferencia diciéndole a Sucre: 

Señor Mariscal, es preciso que el Perú se desprenda de sus pretensiones sobre Tarija

El 4 de noviembre O'Connor recibió una comunicación de Sucre ordenándole que desocupara Tarija, enviara la Legión Peruana de militares colombianos a Potosí y partiera para el desierto de Atacama en donde fundó el puerto de La Mar.
El secretario de Bolívar, Felipe Santiago Estenós, respondió el 6 de noviembre proponiendo la devolución de Tarija, siempre que el gobierno argentino renunciara al Partido de Atacama, que había estado en poder de Salta desde 1816 y el 5 de abril de 1825 fue ocupado por el presidente interino de la Intendencia de Potosí, Guillermo Miller.

Primero: la provincia de Tarija está incorporada eventualmente, y por un efecto puramente militar al territorio de las Provincias del Alto Perú, cuya independencia de las del Rio de la Plata ha sido solemnemente declarada por la Asamblea de Chuquisaca. Así S. E. considera como un reconocimiento implícito de la independencia del Alto Perú por parte del Gobierno del Rio de la Plata, la demanda parcial que se hace ahora de la provincia de Tarija, porque á no ser así la provincia de Tarija, como el resto del antiguo territorio del Rio de la Plata, debería seguir una suerte misma, y su reclamo debería ser total, si tales fuesen las pretensiones de aquel gobierno.

Segundo: S. E. considera que hallándose la provincia de Atacama en un caso bastante semejante al de Tarija, S. E. no puede menos de exigir á los señores Ministros plenipotenciarios del Rio de la Plata, una renuncia formal á nombre de su gobierno de la provincia de Atacama á favor del territorio del Alto Perú.

El 10 de noviembre los delegados argentinos se excusaron respecto de Atacama, por no tener órdenes de su gobierno, pero convinieron en que el territorio era parte de Potosí y no creían necesaria una renuncia al mismo, por lo que el 17 de noviembre de 1825 Bolívar ordenó a Sucre la devolución del territorio de Tarija a las Provincias Unidas del Río de la Plata. Sucre transfirió la orden a O’Connor y le ordenó despachar la Legión Peruana a Potosí y dirigirse a la costa de Atacama para habilitar un puerto de su elección. 
El 17 de noviembre Estenós se dirigió por carta a Tarija comunicando la decisión de Bolívar.
La villa de Tarija fue entregada al delegado argentino teniente Ciriaco Díaz Vélez el 4 de febrero de 1826, quien fue posesionado teniente gobernador. Ese día el Cabildo de la villa pidió al Congreso Argentino su constitución como provincia autónoma separada de Salta, sería Díaz Vélez quien tomaría liderará los gritos autónomos sobre Tarija. Como Ciriaco Díaz Vélez demorara la entrega a Salta del territorio de Tarija, Álvarez de Arenales viajó a esa villa y el 10 de mayo de 1826 asumió como teniente de gobernador Mariano de Gordaliza (quien había sido nombrado para el cargo por Álvarez de Arenales el 15 de octubre de 1825), declarando la reincorporación a la Intendencia de Salta, siendo Gordaliza lo contrario a Díaz Vélez, ya que Gordaliza tenía tendencia unitarista sobre Tarija. Ese año la Legislatura de Salta incorporó a los diputados tarijeños Diego Antonio Arce, Justiniano Muñoz, Vicente Echazú, M. Bárcena, M. Echazú, J. P. Heredia y Baca, J. de D. Aparicio y N. Flores.

## Destitución del gobernador argentino
Indiferente Méndez con el gobierno argentino y el conflicto que llevaba Bolivia a Tarija, pidió la baja del ejército y se retiró al campo, pero al enterarse Mariano Gordaliza que Burdett O'Connor con la Legión Peruana de tropas colombianas se hallaba en Chichas, Gordaliza supuso que Méndez tenía algo que ver en los planes de O'Connor, ordenó el 25 de agosto de 1826 el arresto de Méndez por temor a que este aprovechara para tomar la ciudad y se dispuso a remitirlo a Salta al día siguiente. Enterados los montoneros, algunos de estos fieles a Méndez, se dirigieron a la prisión de su jefe, ocuparon la ciudad y reclamaron los actos de Gordaliza, Burdett O'Connor con las tropas colombianas y con la ayuda de Bernardo Trigo, aprovecharon esto y dieron un golpe de Estado destituyendo a todas las autoridades tarijeñas, se arrestó y se castigó a los tarijeños que se opongan el 26 de agosto, también se convocó a un cabildo donde se declaró la incorporación a Bolivia y se nombró nuevamente a Bernardo Trigo como presunto "prefecto" (emulando el cargo de una autoridad boliviana).

En esta Sala Capitular de Tarija, en veinte y seis del mes de agosto de mil ochocientos veinte y seis años. Habiéndonos congregados los Municipales y vecinos a virtud de haber entrado a esta plaza la gente de los partidos dela campaña y entre ésta mucha parte de lo mejor del vecindario, reclamando su libertad, porque ésta era actualmente oprimida, en que esta provincia a más de estar sujeta y subyugada a la de Salta, también lo estuviese a la República Argentina, precisamente en la forma dicha, siendo su voluntad, como efectivamente lo es, de que constituida en departamento separado, permanezca incorporada a la República de Bolivia, bajo la protección de los Jefes y armas Libertadoras, a quienes deben su independencia y que el hacerse lo contrario era contradecir y oprimir su libre voluntad y muchas razones de justicia y conveniencia y que en su virtud ratifican nuevamente la solemne decisión que hicieron sus representantes el día seis de junio del próximo año pasado de mil ochocientos veite y cinco en junta departamental, en que se declararon por la República Bolivia del Perú sin la menor opresión o seducción y en virtud se juraron sus banderas y que ahora cansados ya de sufrir la opresión de ésta su voluntad y libre decisión, viendo atacadas sus personas por esta opinión, habían tomado la medida de hacer este movimiento, sin que se le tenga por tumultuario, pues solo con él podrían ponerse en estado de reclamar con libertad sus derechos; y hallándose en uso de ellos deciden y mandan se repongan en el acto todas las autoridades, así del Prefecto como del Cuerpo Municipal representativo al mismo estado en que estuvieron antes de que se sujetase esta provincia capital en este presente año a la República Argentina; y que asimismo se nombren diputados representantes para que se presenten ante la soberanía del Congreso de la República de Bolivia a pedir y solicitar en dicho Congreso y e Presidente de la República, la reincorporación que de hecho tienen practicada. En el mismo acto y en la misma conformidad nombraron por voto directo y aclamación total por su prefecto al señor coronel de milicias don Bernardo Trigo, quien habiendo aceptado el cargo quedó inmediatamente recibido y posesionado en su empleo según derecho y su forma. Declarando asimismo como declaran por nulos, ni ningún valor ni efecto, todos los actos y hechos practicados anteriormente por la dependencia de la República Argentina, por haber sido opresivos y a la fuerza contra la voluntad y libre opinión de los ciudadanos. (...)

Mariano Valverde fue elegido jefe de las milicias y se eligieron diputados al Congreso de Bolivia (Gabino Ibáñez, José Fernando de Aguirre y José María de Aguirre) que los aceptó en Chuquisaca el 23 de septiembre de 1826. El Cabildo de Tarija retiró los poderes de los diputados ante la Junta Provisional y el Congreso Argentino, enarboró banderas bolivianas y pidió la protección de tropas de O'Connor, quien llegó a Tarija y nombró nuevamente a Trigo gobernador de la Provincia de Tarija. El 7 de septiembre otra reunión manipulada por Trigo ratificó su determinación de incorporarse a Bolivia. Ilegalmente Tarija quedó separada de Salta también en los aspectos eclesiásticos.
Enterada de la situación, la Legislatura de Salta sancionó una ley el 27 de septiembre:

Art. 1°: No se reconoce legal el pronunciamiento de separación de esta Provincia y del Estado á que pertenece, hecho por el Cabildo de Tarija á consecuencia del movimiento militar de 26 de agosto.

Art. 2°: En su virtud los diputados de Tarija, incorporados en esta Honorable Sala, continuarán funcionando hasta la resolución de las autoridades nacionales.

El 10 de noviembre el gobierno nacional por medio del ministro Julián Segundo de Agüero instruyó a Álvarez de Arenales que:

en ningún caso haga uso de la fuerza para restablecer el orden de cosas existentes antes de aquel movimiento.

## La incorporación a Bolivia
El 3 de octubre de 1826, el presidente Antonio José de Sucre, promulgó la ley boliviana que autorizó la incorporación de los diputados de Tarija al Congreso Constituyente de Bolivia:

Considerando 1°: Que el Ministro argentino que estuvo en esta capital, se negó a presentar los documentos relativos a la desmembracion del territorio de Tarija de las antiguas provincias del Alto-Perú, asunto que el mismo promovió, en noviembre último.

Considerando 2°: Que las repetidas solicitudes de los habitantes de Tarija, manifestaban en las actas de 6 de junio del año pasado, y 26 de agosto y 7 de septiembre del corriente, son y han sido de pertenecer a Bolivia, declarando que la desmembracion fue hecha contra sus votos y deseo, porque ellos como todos los alto-peruanos, estaban autorizados para decidir de sus destinos.

Artículo 1°: La representación nacional desconoce y niega su ratificación á las negociaciones por que haya sido desmembrada la Provincia de Tanja del territorio del Alto Perú, hoy República Boliviana.

Artículo 2°: En virtud de las reiteradas solicitudes de Tarija, y de su libre y espontánea resolución de reincorporarse á Bolivia, se admitirán en el Congreso Constituyente sus diputados que se hallan en esta Capital, luego que examinadas sus credenciales, estén conformes al Reglamento de elecciones de 26 de noviembre del año próximo pasado.

Artículo 3°: Se autoriza al Poder Ejecutivo, para que, cuando las relaciones de Bolivia con la República Argentina estén fijadas sobre tratados públicos, celebre uno de límites con el Gobierno Nacional del Rio de la Plata, en el cual queden bien marcadas las fronteras con aquel Estado, procurando señalar límites naturales.

Una última reunión que tuvo lugar el 17 de octubre de 1826, en la que Bernardo Trigo con las tropas colombianas ordenó traer a las autoridades tarijeñas quienes fueron castigadas y obligadas a firmar la carta para Chuquisaca, en el que se declaró:

(...) Tarija consentía antes desaparecer de la Tierra que dejar de ser boliviana; que su voluntad era pertenecer a Bolivia y sin Bolivia no quería existir ni en el mapa geográfico.

El gobierno boliviano comunicó oficialmente al de Salta que:

(...) si las armas de Salta ó de las de la República quisiesen sofocar nuestro movimiento a Tarija, este pueblo sería protegido por las de Bolivia.

La Guerra del Brasil que libraban las Provincias Unidas contra el Imperio del Brasil facilitó la continuidad de la anexión de Tarija a Bolivia.

## Provincia de Tarija
El 10 de noviembre de 1826 el gobierno argentino comunicó al de Bolivia que aplazaría el reconocimiento oficial del nuevo estado hasta que se resolvieran las disputas entre ambos.
Los tarijeños José Felipe de Echazú y Domingo Arce viajaron en 1826 como representantes tarijeños ante el Congreso Constituyente Argentino que se celebraba en la ciudad de Buenos Aires y que aprobaría la Constitución Argentina de 1826, unitaria. Por peticiones de los habitantes tarijeños hacia Felipe de Echazú, él quien presentó el proyecto de ley el 24 de noviembre para que el territorio de Tarija sea oficialmente argentina y elevada el rango a provincia, el Congreso sancionó la ley del 30 de noviembre de 1826 (promulgada y firmada por el presidente Bernardino Rivadavia el 1 de diciembre) declarando a Tarija y su territorio adyacente como una provincia argentina separada de Salta con un área que no fue especificada, pero que varios autores argentinos y tarijeños sostuvieron que era mucho más extensa que el actual departamento (incluyendo Chichas, Lípez, Cintis y el Chaco). Tal Provincia de Tarija contaba, según ellos, con un área de 183.126 km².

El Congreso General Constituyente de las Provincias Unidas del Rio de la Plata ha acordado y sancionado la siguiente ley.

Art. 1°. Queda elevada al rango de Provincia la ciudad de Tarija, y su territorio adyacente.

Art. 2°: Se le declaran todos los derechos y prerogativas que la constitución y las leyes establecen a favor de las Provincias.

Lo que de orden del mismo Congreso, se comunica á V. E para su inteligencia y efectos consiguientes.

Sala del Congreso en Buenos Aires, á 30 de noviembre de 1826.

José María Roxas. Presidente.

Alejo Villegas. Secretario.

Exmo. Señor Presidente de la República.

De acuerdo a autores argentinos y tarijeños, el límite de la nueva provincia con Bolivia debía ser desde los 26° S, la cumbre de la cordillera de los Andes, luego por rumbo noroeste a la altura aproximada de los 68° O hasta las fuentes del río Cotagaita, siguiendo por este hasta su unión con el río Grande de la Quiaca, que forma el río Pilaya. Por este río hasta su confluencia con el río Pilcomayo, desde ese punto sigue la línea con rumbo norte hasta alcanzar el río Grande de Santa Cruz de la Sierra, por el que sigue hasta los 20° S y luego en línea recta hacia el este hasta encontrar el río Paraguay con partes y limitando con el Brasil.

## La Guerra por Tarija

La Confederación Perú-Boliviana

La Confederación Argentina

En 1827 el gobernador de Buenos Aires, Manuel Dorrego, envió a Francisco Ignacio Bustos como su representante en Bolivia para intentar canjear Tarija por la Puna de Atacama, pero el gobierno boliviano no accedió.
El 24 de septiembre de 1831 el presidente de Bolivia, Andrés de Santa Cruz, para despistar a los argentinos y tarijeños, promulgó la ley de erección de la Provincia de Tarija en departamento, aunque recién en octubre de 1839 sería recién reconocido como departamento y nuevamente promulgado, también sería posesionado al primer prefecto de Tarija, Manuel Dorado. Colaboraron con Santa Cruz varios argentinos unitarios acérrimos enemigos del partido federal que gobernaba a la Confederación Argentina, concretamente entre 1830 y 1852. Tarija, como Montevideo, se había transformado en una base de operaciones de los unitarios.
El gobernador de la Provincia de Buenos Aires (Confederación Argentina), Juan Manuel de Rosas, realizó gestiones en febrero de 1833 para reclamar la devolución del Departamento de Tarija. El 19 de mayo de 1837, ante las incursiones e invasiones de tropas de la Confederación Perú-Boliviana en las provincias de Salta y Jujuy, Manuel de Rosas declaró la guerra a esa confederación.
El general argentino Alejandro Heredia pasó a ser el comandante del Ejército del Norte, siendo sus principales subalternos los generales Gregorio Paz y Manuel Virtu quienes con escasas y bisoñas tropas de reclutas lograron recuperar Jujuy y el norte de Salta. Este ejército estaba mal pertrechado y solo contaba con tropas de las provincias de Tucumán, Santiago del Estero, Salta, Jujuy y Catamarca. Cuatro motivos explican tal limitación de las fuerzas por la parte argentina: en primer lugar se mantenía la guerra civil entre unitarios y federales, en segundo lugar las fuerzas bonaerenses, santafesinas, entrerrianas y correntinas se veían obligadas a enfrentar a las fuerzas coloradas de Fructuoso Rivera apoyadas por Brasil, en tercer lugar existía un Bloqueo naval francés que ponía en directo peligro a las provincias de Buenos Aires, Santa Fe y Entre Ríos y en cuarto lugar Rosas sospechó de un fortalecimiento del caudillo tucumano Alejandro Heredia, lo cual fue motivo para desinteligencias en el Estado Mayor.
El 13 de septiembre de 1837, tropas peruano-bolivianas al mando del alemán Otto Philipp Braun combatieron con el argentino Felipe Heredia en Santa Bárbara cerca de Humahuaca. Luego, el 11 de junio de 1838, otra división argentina al mando de Felipe Heredia, fue nuevamente derrotada por las tropas al mando de Timoteo Raña en la Combate de Iruya. Una fracción al mando del general Gregorio Paz fue derrotada el 24 de junio de 1838 en el Combate de Coyambuyo en las serranías de Montenegro, cerca de Padcaya por las tropas al mando de Otto Philip Braun, poniendo fin de hecho a la guerra entre los argentinos y los peruano-bolivianos. 
El 20 de enero de 1839 las fuerzas del Ejército Unido Restaurador lograron la victoria en la Batalla de Yungay, luego de la cual la Confederación Perú-Boliviana se disolvió. La Argentina quedaba también victoriosa. Tanto los argentinos como los bolivianos se adjudicaron la victoria. El 26 de abril de 1839 el gobierno argentino terminó oficialmente la guerra.
El esfuerzo bélico argentino se centraba en evitar un ataque francés y brasileño, de hecho el ataque promovido desde el exterior sobre la Confederación Argentina se tradujo en 1840 en una incursión desde Montevideo de tropas unitarias al mando del general Juan Galo Lavalle, tal incursión promovió la existencia de una efímera Coalición del Norte en la Argentina, Coalición apoyada por Bolivia y aplastada por el oriental Manuel Oribe, quien persiguiendo a los restos del ejército unitario llegó hasta La Quiaca, desde allí se propuso ingresar en Lípez y Tarija contando con cierto apoyo de la población (noviembre de 1841) sin embargo Rosas presionado por Francia e Inglaterra se negó a proseguir expresando que la reincorporación debía ser fruto de negociaciones y no de la guerra, pese a que el general Velasco, nuevo presidente de Bolivia, estaba dispuesto a negociar la situación de Tarija.

## Intentos de solución
El 15 de abril de 1858 el Gobierno argentino dio el pase al breve pontificio que pasaba el territorio de Tarija del Obispado de Salta al Arzobispado de Charcas, reservando sin embargo los derechos argentinos:

Ministerio del Culto.— Parana, Julio 10 de 1858.

—Visto el Breve, cuya copia legalizada se adjunta á la precedente nota, y de acuerdo con la vista fiscal, concédese el pase requerido por derecho, protestando respetuosamente ante S. S.Ilma., el Delegado Apostólico de la Santa Sede, Dr. D. Mariano Marini, para que este acto de deferencia, en obsequio del buen gobierno de la Iglesia Católica en la Provincia de Tarija, no importe un abandono de los derechos renunciados por la Nación, sobre los límites de su territorio y la protección de sus Iglesias: avísese en contestación, con copia de este decreto y demás documentos que le conciernen, y archívese. —S. E.—Campillo.

El 7 de diciembre de 1858 se firmó en Oruro el primer tratado de amistad argentino-boliviano, (el Tratado de Paz, Amistad, Comercio y Navegación) siendo el mismo suscripto por Ramón Alvarado — representante argentino— y Manuel Buitrago —boliviano—, por el cual:

Artículo 2. Se comprometen las dos Repúblicas contratantes a no recurrir jamás al funesto medio de la guerra; ni a emplear otras medidas hostiles, en el caso de que se suscite desgraciadamente entre ellas, cualquier motivo de queja y desavenencia que altere sus buenas y fraternales relaciones.

Art. 33. Las dos repúblicas contratantes convienen en aplazar la demarcación de sus respectivos límites territoriales, para una época en que la real observancia de este Tratado, llegue a asegurar definitivamente sus mutuas y francas relaciones de amistad y comercio.

- Wikisource contiene obras originales de o sobre Cuestión de Tarija.

Sin embargo, tal tratado no fue ratificado por Bolivia, ya que el Congreso Nacional Argentino reunido en la ciudad Paraná, a la sazón capital de la Confederación Argentina, al aprobarlo mediante la Ley 210 del 13 de julio de 1859, hizo reserva del artículo 33. 

(...) sin que lo estipulado en el art. 33 perjudique al derecho que la República Argentina ha reclamado sobre el territorio de Tarija; y que continuará reclamando, cuando lo considere conveniente.

El Congreso Argentino en esa fecha dejó claramente establecido que la Argentina mantenía su derecho soberano sobre la Provincia de Tarija.
El 2 de mayo de 1865 y el 9 de julio de 1868 fueron firmados nuevos tratados de paz, amistad, comercio y navegación, no lográndose ratificar a ninguno. El de 1865 fue firmado por Agustín Matienzo (Bolivia) y Rufino de Elizalde (Argentina).
En 1883 el coronel Rudecindo Ibazeta comandó una expedición argentina que ingresó al chaco tarijeño en busca de los restos del explorador francés Jules Crevaux llegando hasta la localidad de Caiza (próxima a Villa Montes).

## Fin de la cuestión de Tarija
- Wikisource contiene obras originales de o sobre el Tratado Quirno Costa-Vaca Guzmán.

Por el tratado Quirno Costa-Vaca Guzmán del 10 de mayo de 1889, ligeramente modificado en 1891 y puesto en vigencia el 10 de marzo de 1893, la línea limítrofe fue delineada de tal manera que la Argentina hacía una renuncia implícita a su reclamo sobre Tarija. Bolivia, en compensación, cedió un territorio que había perdido militarmente: la Puna de Atacama, territorio que se encontraba en poder de Chile tras la guerra del Pacífico. Un fallo posterior del embajador de USA en Argentina William Buchanan otorgó a ésta 60 000 de los 75 000 km2 de la Puna de Atacama y el resto a Chile.
Debido a que durante la demarcación de la frontera se halló que el pueblo boliviano de Yacuiba en el noreste de Salta se hallaba al sur del paralelo 22° S y no al norte como lo situaban los mapas, se firmó el convenio del 28 de enero de 1904 modificando el trazo de la línea de frontera al llegar al pueblo de Yacuiba a fin de que este pueblo y su zona adyacente se mantuviesen en el territorio boliviano. La Argentina fue compensada con acceso al río Santa Victoria, en el noroeste de Salta. Los límites fueron ajustados por el "Tratado definitivo de límites Diez de Medina-Ramón Carrillo" del 9 de julio de 1925.